# L.F. Wade International Airport
Bermuda International Airport of L.F. Wade International Airport is het enige vliegveld van het eiland Bermuda, een Brits overzees gebied in de Noordelijke Atlantische Oceaan. Het vliegveld wordt ook wel bij haar oorspronkelijke naam Kindley Field genoemd, hetgeen verwijst naar het ontstaan van het vliegveld tijdens de Tweede Wereldoorlog als basis van het Amerikaanse leger en de Britse RAF.